# Kaňovice (okres Zlín)
Obec Kaňovice se nachází v okrese Zlín ve Zlínském kraji. Žije zde 303 obyvatel.

## Název
Na vesnici bylo přeneseno původní pojmenování jejích obyvatel Kaňovici odvozené od osobního jména Kaňa, což byla domácká podoba některého jména začínajícího na Kan-, např. Kanibor, Kanimír (v jejichž základu bylo staré kaniti - "lichotit, napomínat"). Význam místního jména byl "Kaňovi lidé".

## Historie
První písemná zmínka o obci pochází z roku 1362.

## Pamětihodnosti
- Kaple Panny Marie Prostřednice všech milostí
- Kříž
- Soubor staveb Luhačovského Zálesí. Dominantou obce je kaple a rolnická usedlost čp. 19
- V obci je zachováno několik původních komor – sýpek a tradičních sušáren ovoce, např. u čp. 19, čp. 5 atd.

## Galerie

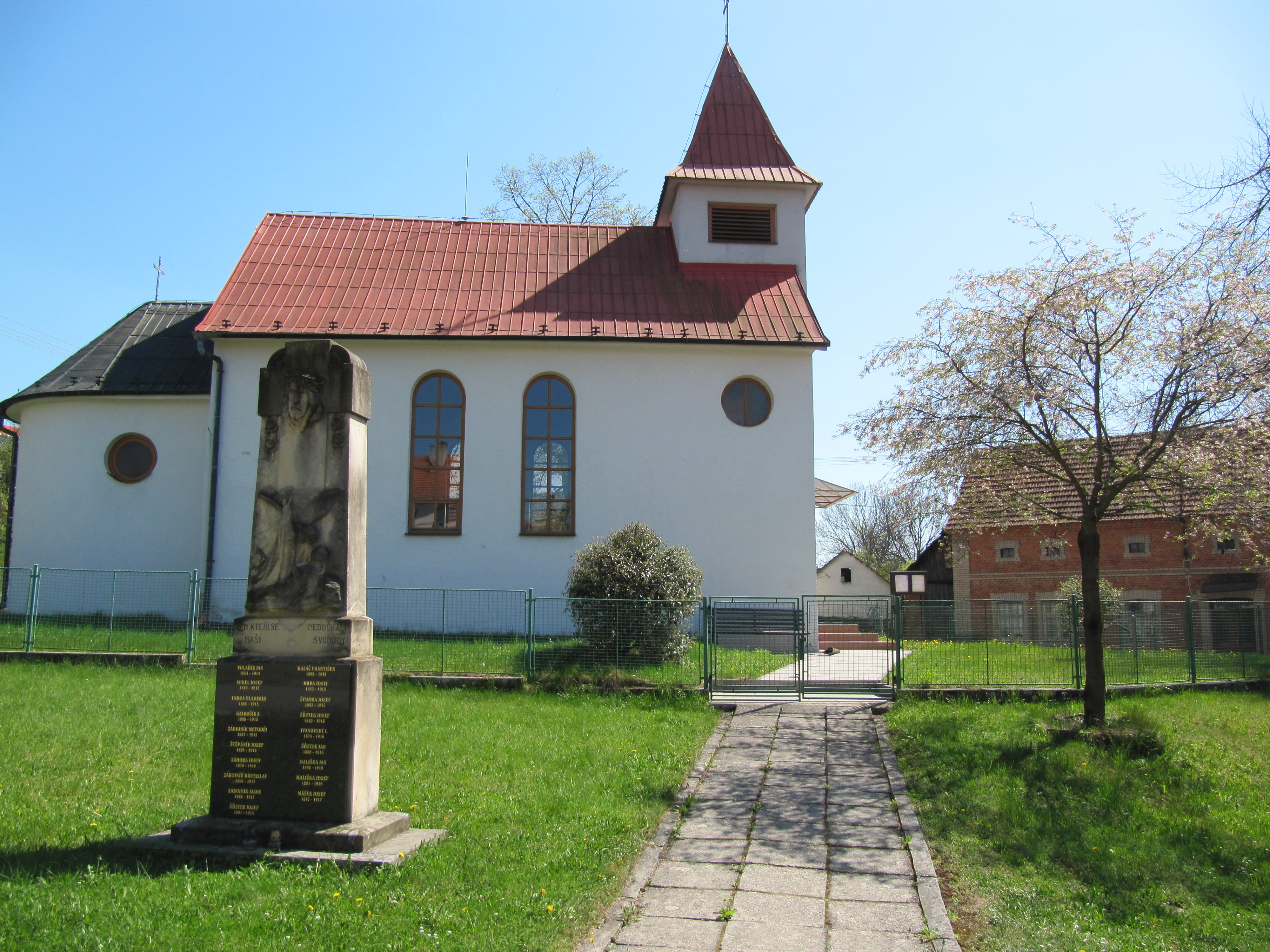
Kaple Panny Marie Prostřednice všech milostí a pomník obětem první světové války
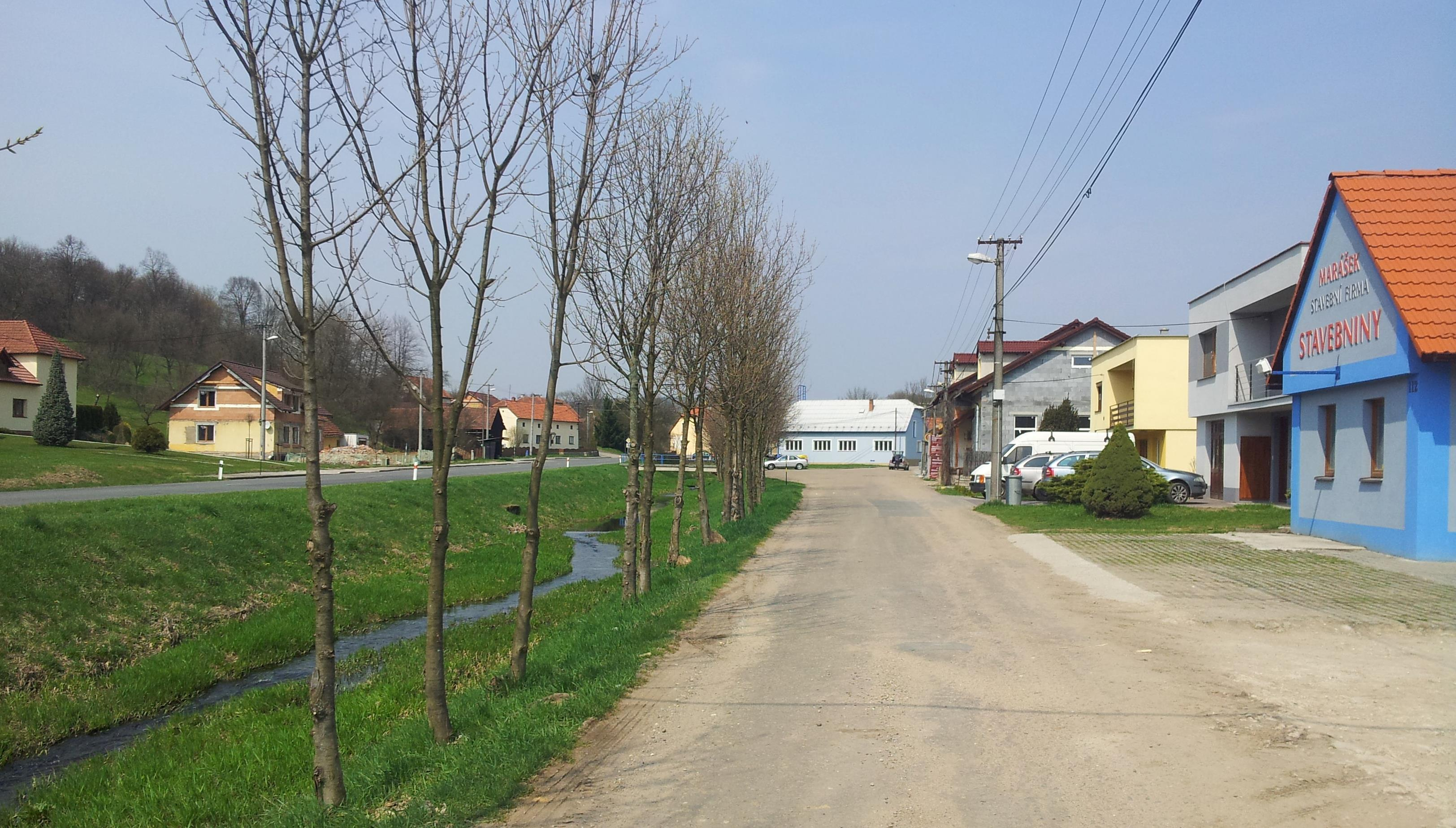
Ulice kolem Černého potoka
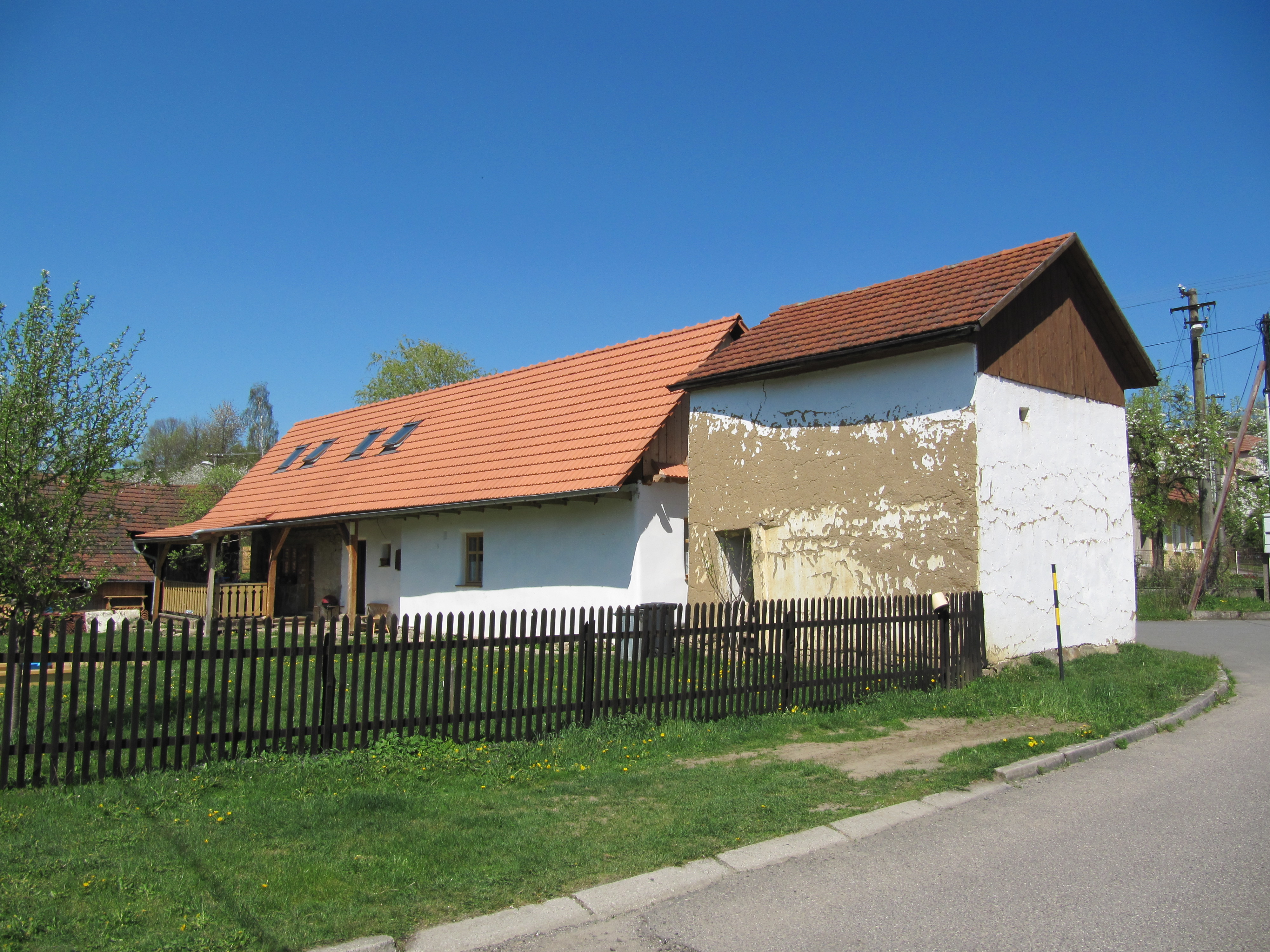
Sýpka u č. p. 5
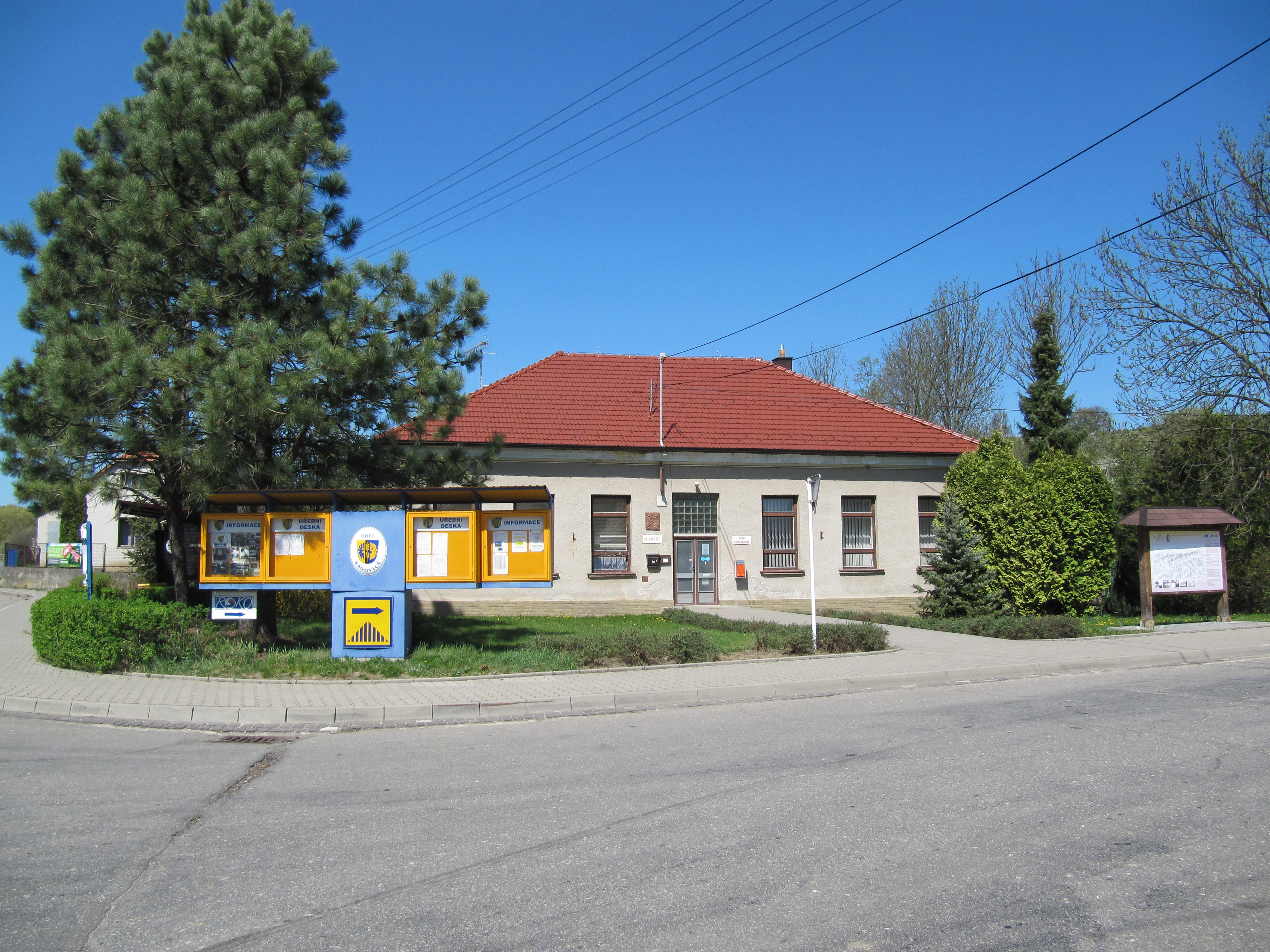
Obecní úřad